# Старая Нелидовка
Ста́рая Нели́довка — деревня в Белгородском районе Белгородской области. Входит в состав Головинского сельского поселения.

## География
Село находится на расстоянии 8 км к юго-востоку от посёлка Майский, административного центра района.

### Часовой пояс
Село Старая Нелидовка, как и вся Белгородская область, находится в часовой зоне МСК (московское время). Смещение применяемого времени относительно UTC составляет +3:00.

## Население
| 2002 | 2010 |
| ---- | ---- |
| 25   | ↗42  |

## Известные уроженцы
- Губин, Владимир Владимирович (1904—1972) — советский государственный и партийный деятель, генерал-лейтенант.